# Mugute Koppa, Hosanagara
Mugute Koppa là một làng thuộc tehsil Hosanagara, huyện Shimoga, bang Karnataka, Ấn Độ.